# Cockborne, Lehucher et da Costa
Cockborne, Lehucher et da Costa war ein französischer Hersteller von Automobilen. Andere Quellen verwenden die Schreibweise Cockborne, Lehurchet et da Costa oder Cockborne, Lebucher et da Costa.

## Unternehmensgeschichte
Das Unternehmen aus Paris begann 1911 mit der Produktion von Automobilen. Die Anfangsbuchstaben der drei Firmengründer bildeten den Markennamen CLC. 1913 endete die Produktion.

## Fahrzeuge
Das erste Modell von 1911 verfügte über einen Einzylindermotor mit 703 cm³ mit einer Bohrung von 80 mm und einem Hub von 140 mm mit 6 PS Dauerleistung. Bei 1600/min konnten auch 8 PS erzielt werden. Das 1912 vorgestellte Modell war mit einem Vierzylindermotor mit 10 PS Leistung ausgestattet. Beide Motoren waren Zweitaktmotoren.